# Jaszkówka

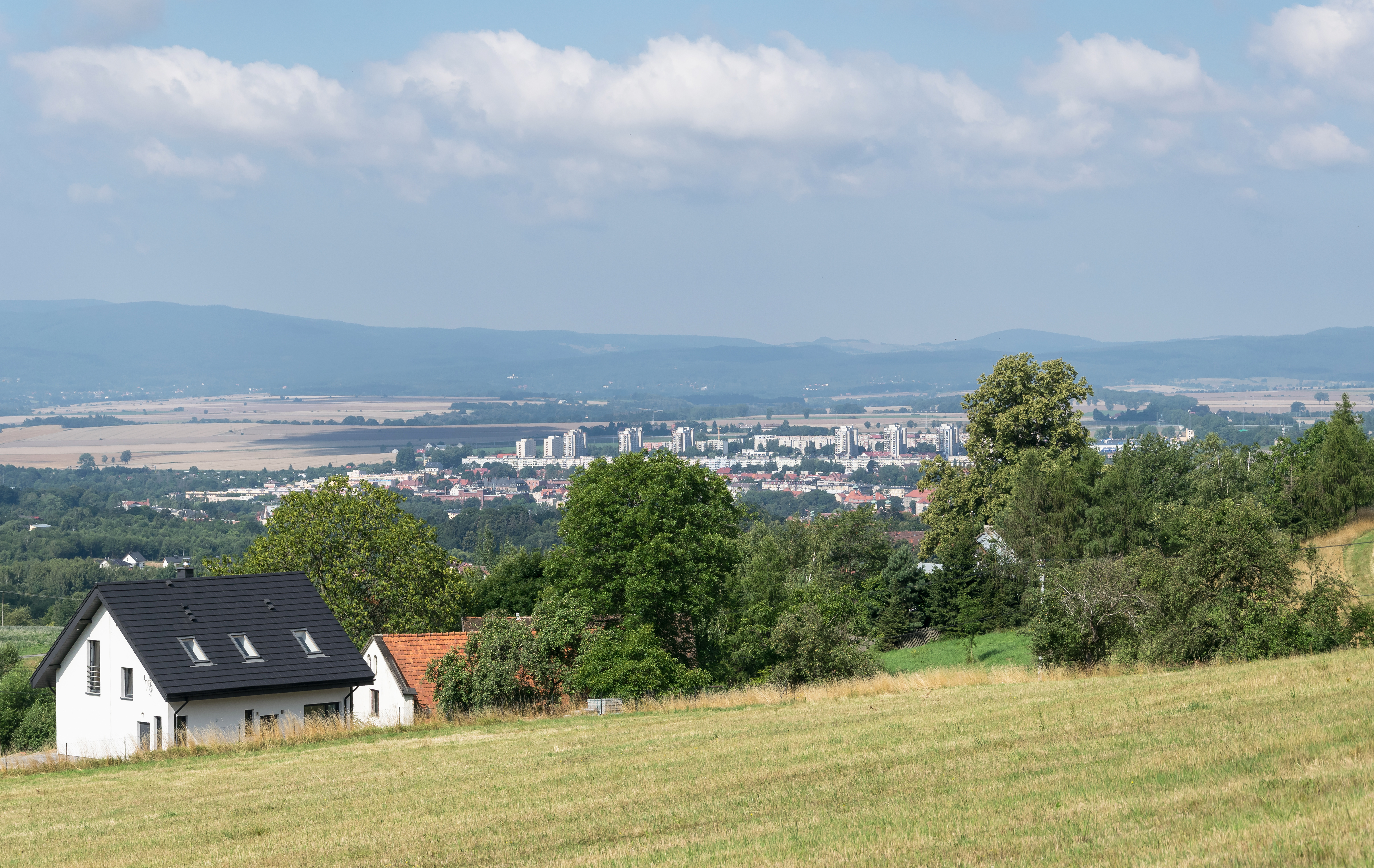
Dom nr 18 w Jaszkówce, w tle Kłodzko

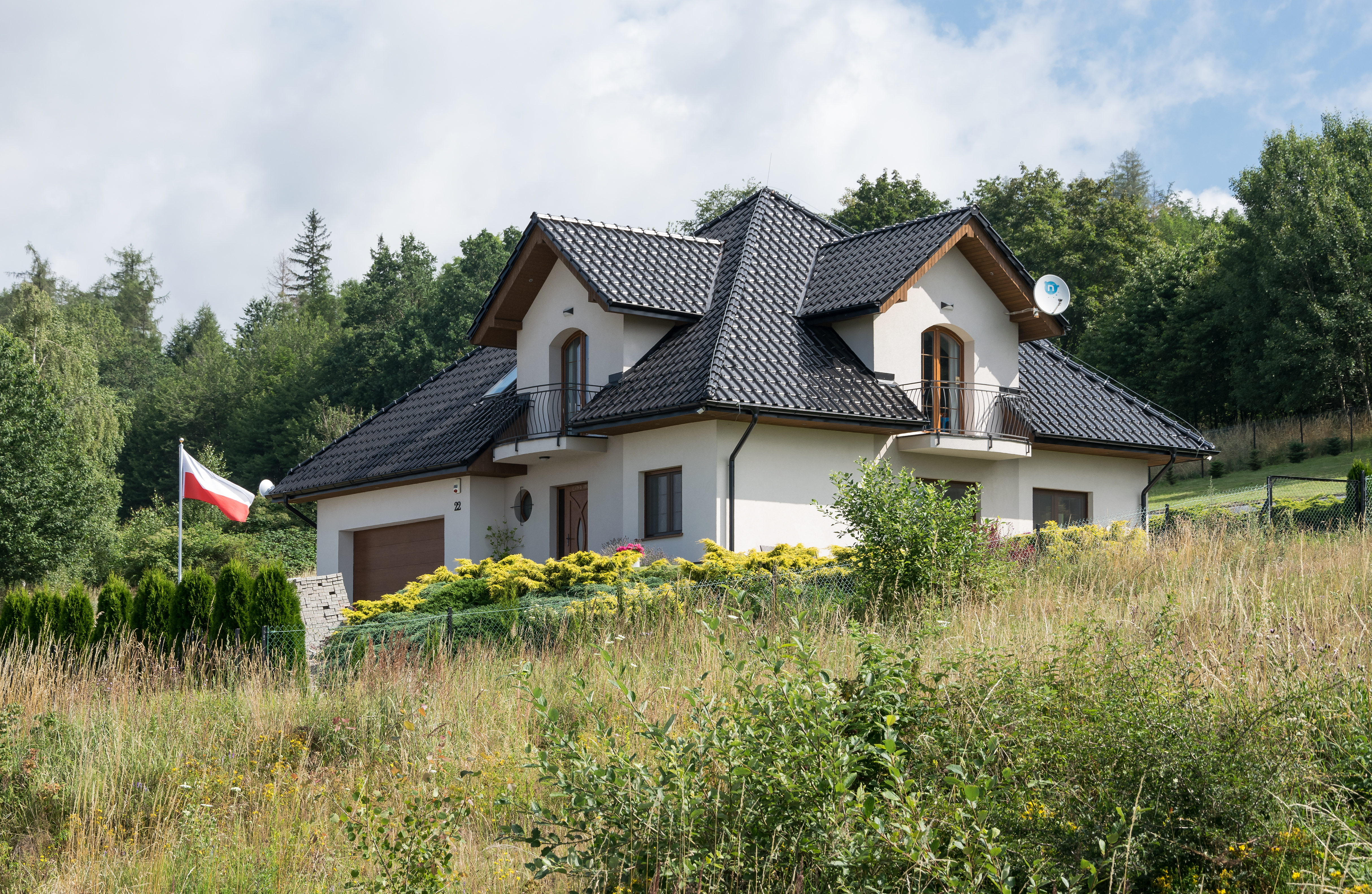
Dom nr 22

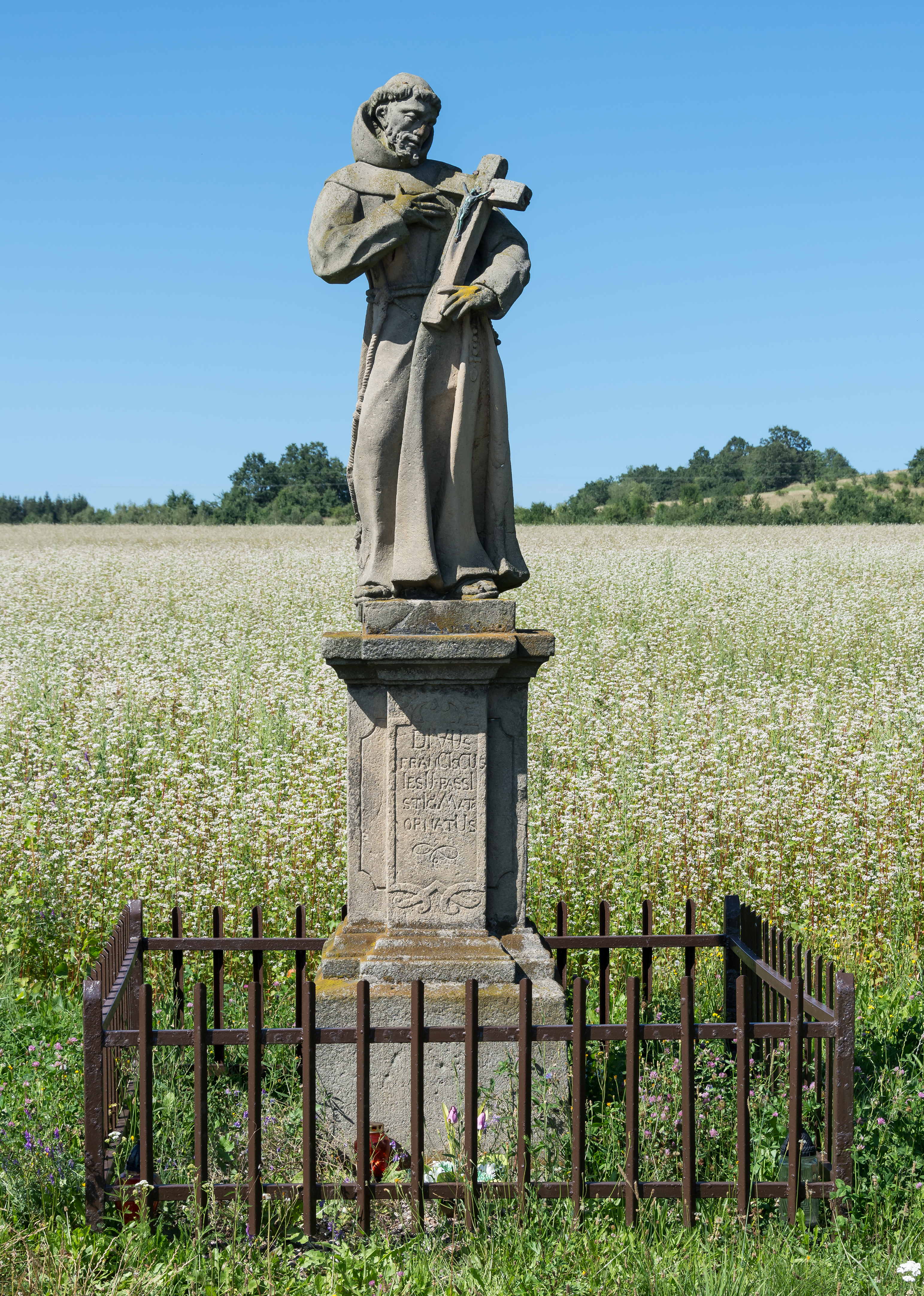
Figura św. Franciszka

Jaszkówka (niem. Neuhansdorf) – wieś sołecka w Polsce, położona w województwie dolnośląskim, w powiecie kłodzkim, w gminie Kłodzko.

## Geografia

### Położenie geograficzne
Jaszkówka leży na granicy Gór Bardzkich i Kotliny Kłodzkiej, w Sudetach, w południowo-zachodniej Polsce. Od Kłodzka, stolicy gminy i powiatu, jest oddalona o 2 km na wschód. Na zachodzie graniczy ze wspomnianym wcześniej Kłodzkiem, na północy z Wojciechowicami, a na południu z Jaszkową Dolną.
Wieś zajmuje obszar 1,62 km², co stanowi 0,6% powierzchni gminy Kłodzko.

### Warunki naturalne
Jaszkówka jest niewielką wsią. Leży na wysokości około 370–400 m n.p.m. Składa się z właściwej Jaszkówki i rozproszonych zabudowań Jóźwikowa. Dookoła osady znajdują się użytki rolne, wykorzystujące dobre gleby i sprzyjające rolnictwu warunki klimatyczne. Jedynie na grzbietach Gór Bardzkich rosną lasy. Najwyższym wzniesieniem jest Obszerna (574 m n.p.m.).

### Budowa geologiczna
Okolice Jaszkówki charakteryzują się bardzo złożoną budową geologiczną, wynikającą z przebiegającego tu kontaktu granodiorytów kłodzko-złotostockich ze strukturą bardzką oraz ciągnącym się ku północnemu zachodowi tzw. nasunięciem kłodzkim. Występują tu m.in. keratofiry, zalegające w kierunku Wojciechowic, był też kamieniołom hornfelsów, jednak zasadniczy trzon budują dolnokarbońskie łupki krzemionkowe z kwarcytami i łupki ilaste oraz lidyty. Na ich powierzchni zalegają gliny zwałowe. W skałach tych występuje wiele minerałów.

## Demografia
Liczba ludności Jaszkówki na przestrzeni stuleci kształtowała się następująco:
Wieś ma stosunkowo ustabilizowaną sytuację demograficzną, a nawet zaznaczyła się w drugiej połowie XX w. tendencja wzrostowa. Spowodowane było to stosunkowo korzystnym położeniem geograficznym, dobrymi połączeniami komunikacyjnymi ze stolicą regionu. Mimo to od kilkunastu lat obserwuje się stopniowy odpływ ludności.

## Historia
| 1782 | Neu-Hannsdorf |
| 1789 | Leopoldsdorf  |
| 1816 | Neuhannsdorf  |
| 1945 | Nowy Janów    |
| 1945 | Jaszkówka     |

Osadnictwo na terenie Jaszkówki musiało istnieć już w czasach prehistorycznych, czego dowodzi znalezienie motyki neolitycznej, lecz osada powstała dopiero w połowie XVIII w. jako kolonia Jaszkowy Dolnej założona przez Leopolda von Neuhausa. Początkowo w latach 1782–1789 nosiła nazwę Neu-Hansdorf, po czym została przemianowana na cześć założyciela na Leopoldsdorf. Nazwa ta utrzymała się do 1816 r., kiedy to przywrócono poprzednią, ale w nowej pisowni – Neuhansdorf. Strategiczne położenie dało o sobie znać podczas wojen napoleońskich, gdy w 1807 r. toczyły się na tym terenie walki o opanowanie Przełęczy Kłodzkiej i o twierdzy kłodzkiej. Jaszkówka przez cały czas stanowiła własność kolejnych posiadaczy Jaszkowy Dolnej. W 1782 r. mieszkało tu 9 kolonistów i 3 zagrodników. W 1825 i 1840 r. wieś należała do kupca Heinricha Volkmera, a składała się z 16 budynków. Wieś nigdy nie rozwinęła się i aż do 1945 r. była kolonią Jaszkowy Dolnej.
Po 1945 r. wieś znalazła się w granicach Polski i została zasiedlona przez przybyszów z kresów. Została przemianowana na Nowy Janów a następnie na Jaszkówkę. Włączono ją w obręb Wojciechowic, a następnie wydzielono jako osobną wieś i połączono z posiadłościami Jóźwikowa. Nie wpłynęło to jednak na rozwój osady. W latach 1975–1998 miejscowość administracyjnie należała do województwa wałbrzyskiego. Od 1999 r. wchodzi w skład powiatu kłodzkiego w województwie dolnośląskim.

## Edukacja i kultura
W Jaszkówce nigdy nie istniała szkoła podstawowa. Dzieci w wieku 7-13 lat uczęszczają do szkoły podstawowej w Jaszkowej Dolnej. Młodzież w wieku 13-16 lat kontynuuje naukę w Gimnazjum Publicznym im. Władysława Reymonta w Kłodzku.
Wieś należy do parafii w Kłodzku, od lat 70. XX w. jest to parafia Matki Bożej Różańcowej.

## Administracja
Jaszkówka po zakończeniu II wojny światowej znalazła się w granicach Polski. W latach 1945–1975 wieś wchodziła w skład powiatu kłodzkiego, należącego do województwa wrocławskiego. W 1954 r. władze centralne zlikwidowały gminy, tworząc w ich miejsce gromady, obejmujące swoim zasięgiem po kilka wsi. Jaszkówka tworzyła wspólną gromadę z Wojciechowicami, a następnie wchodziła w skład województwa wałbrzyskiego i gminy Kłodzko.
W 1990 r. po transformacji ustrojowej państwa polskiego i przywróceniu samorządów władze gminy Kłodzko I kadencji zadecydowały o podziale gminy na jednostki pomocnicze – sołectwa. Jedno z nich utworzono w Jaszkówce, a objęło ono swoim terytorium obszar całej wsi. Na jego czele stoi sołtys, jako jednoosobowy organ władzy wykonawczej, który ma do pomocy radę sołecką, w skład której wchodzą wszyscy pełnoletni mieszkańcy.

## Infrastruktura

### Transport
Okolice wsi są bardzo widokowe, roztaczają się stąd panoramy prawie całej Kotliny Kłodzkiej, z Kłodzkiem i otaczającymi górami. Jaszkówka leży przy ruchliwej drodze krajowej nr 46 z Kłodzka do Szczekocin.
Najbliższa stacja kolejowa znajduje się w Kłodzku – Kłodzko Miasto.

### Bezpieczeństwo
W zakresie ochrony przeciwpożarowej oraz innych miejscowych zagrożeń – Jaszkówka podlega rejonowi działania Powiatowej Straży Pożarnej oraz Komendzie Powiatowej Policji w Kłodzku. Funkcję dzielnicowego sprawuje mł.asp. Maciej Franczak.

## Gospodarka
Jaszkówka jest wsią rolniczą. W 1978 r. były tu 24 gospodarstwa rolne, a wyłącznie z pracy w rolnictwie utrzymywało się ok. 45% ludności czynnej zawodowo. 10 lat później liczba gospodarstw spadła do 10, a wyłącznie z pracy rolniczej utrzymywało się 43% mieszkańców.
Wieś znajduje się w pobliżu Kłodzka, co powoduje, że nie występuje w niej infrastruktura handlowo-usługowa.

## Zabytki
- We wsi zachowało się kilka murowanych domów mieszkalnych z XIX w.
- Na obu krańcach wsi znajdują się murowane, słupowe kapliczki przydrożne.
- Przy szosie od strony Kłodzka stoi kamienna rzeźba św. Franciszka[17].

## Turystyka
W okolicy wsi przechodzi  żółty szlak turystyczny z Kłodzka na Kłodzką Górę.